# Chủ nghĩa Liên Đức

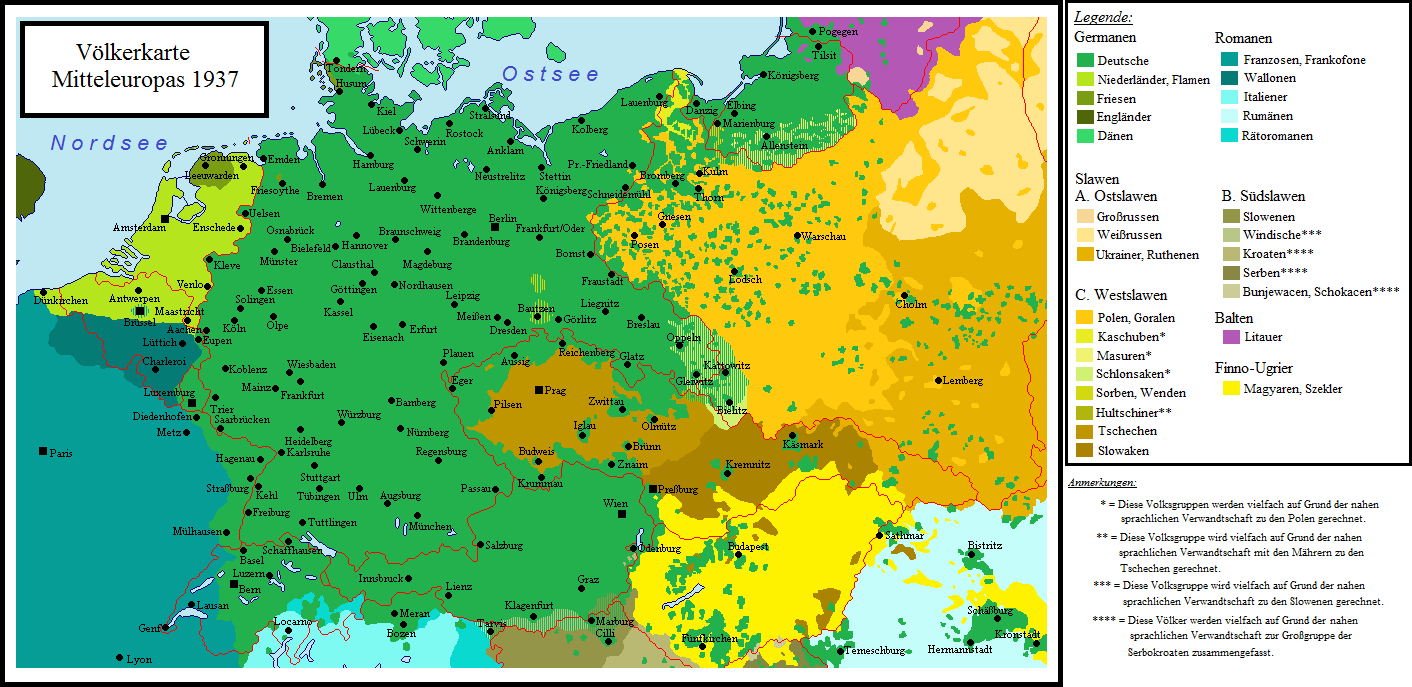
1 bản đồ lịch sử của châu Âu cho thấy tình trạng ngôn ngữ ở Trung Âu 1937.

Chủ nghĩa Liên Đức (tiếng Đức: Pangermanismus hoặc Alldeutsche Bewegung) là một ý tưởng chính trị liên dân tộc. Những người theo chủ nghĩa này ban đầu tìm cách thống nhất tất cả các dân tộc Đức vào một quốc gia duy nhất được gọi là Großdeutschland.
Chủ nghĩa Liên Đức có ảnh hưởng lớn trong nền chính trị Đức vào thế kỷ thứ 19 trong việc thống nhất nước Đức khi Đế quốc Đức được tuyên bố là một quốc gia vào năm 1871 nhưng không có Áo (Kleindeutsche Lösung / giải pháp nước Đức nhỏ), và nửa đầu thế kỷ 20 trong Đế quốc Áo-Hung và Đế chế Đức. Từ cuối thế kỷ 19, nhiều nhà tư tưởng Liên Đức, từ năm 1891 tổ chức các liên minh Liên Đức, công khai đi theo ý thức hệ vị chủng và phân biệt chủng tộc, và cuối cùng dẫn đến chính sách đối ngoại Heim ins Reich (mang đất mình về đế chế) được theo đuổi bởi phát xít Đức dưới thời Adolf Hitler từ năm 1938, một trong những yếu tố chính dẫn đến sự bùng nổ của thế chiến II. Sau cuộc thảm họa của chiến tranh thế giới II, Chủ nghĩa Liên Đức được chủ yếu xem như là một ý thức hệ cấm kỵ trong thời kỳ hậu chiến tranh ở cả Tây và Đông Đức. Ngày nay, Chủ nghĩa Liên Đức chủ yếu giới hạn ở một số nhóm cực hữu ở Đức và Áo.